# Блистави спруд
Блистави спруд (енгл. Brightness Reef) је научнофантастични роман из 1995. писца Дејвида Брина. То је четврта књига у серији од шест књига о тзв. „напредном универзуму“ који је осмислио сам писац (претходни роман је „Рат уздизања“, а следећи „Обала бескраја“). Овај роман је номинован за награде Хуго и Локус као најбољи роман у овом жанру 1996.

## Радња
Време радње овог романа је смештено у будућности на планети званој Јијо, која је по галактичким законима „остављена на угар“. То значи да су њени претходни закупци напустили планету како би оставили простора и времена природи те планете да се опорави. Међутим, из разних разлога, што бежећи од одмазде или у потрази за животом ван строгих галактичких закона, на планету је тајно пристигло чак седам разумних раса, међу којима и људска. Те прве избеглице су се одрекле своје напредне технологије, бацајући је са својим свемирским бродовима у море. Својим потомцима су у наслеђе оставили живот налик на средњовековни и „свете списе“ у којима захтевају од њих да се брижљиво (еколошки) односе према планети на којој њихово присуство није одобрено.
Након неколико стотина година, потомци ових „прерано дошлих“ су успоставили начин живота према светим списима својих предака, које називају „звезданим боговима“, али све време се плашећи одмазде која ће доћи са неба и казнити их због прекршаја који су њихови преци починили. Једина нада је да крену „стазом спасења“ и „стекну невиност“, што значи да полагано, кроз генерације, изгубе разум и „деволуирају“ до стадијума животиња. У томе је успела само једна раса, док остале животаре успоставивши „велики мир“ једни са другима. Поглавари раса, које су међусобно једнаке, су велики мудраци који доносе све важније одлуке у свим заједницама.

Иако су све време њихове грађевине скривене и сачињене тако да подсећају на околиш (бране и мостови, рецимо, изгледају као гомиле балвана које је струја ту случајно нанела), ипак их проналази један свемирски брод. Широм насељеног дела планете настаје паника, али се испоставља да придошлице нису посланици галактичких института, већ „разбојници“ који су дошли да „покраду“ са планете предразумне расе које ће они „уздићи“ и створити од њих своје слуге. Почиње врло сложена игра у којој свака страна жели да сазна намере оне друге, тим пре што криминалцима није у интересу да на планети остане живих свесних сведока њиховог злочина. Такође, испоставља се да „крађа гена“ није једини мотив због кога су криминалци дошли...

## Цитати
Наш људски мудрац сажео је ову ситуацију лаконски духовито. Прогунђао је Лестер Кембел на англиском, врло мудро: „Чупаво ће да буде то ‘поверење‘.“ Онда се и почешао покретом пророчким и прикладним.

## Преводи
- француски: „Rédemption“ („Спасење“), 1997.
- немачки: „Die Botschaft der Delphine“ („Порука делфина“), 2001.
- пољски: „Rafa jasności“ („Спруд бљештавости“), 1997.
- руски: „Риф яркости“ („Спруд бљештавости“), 2003.
- шпански: „Arrecife Brillante“ („Бистри спруд“), 1998.